# Kálvária (festmény)
A Kálvária című festmény 15. századi alkotóját a művészettörténet a münsteri Szent Miklós halála című kép mestereként tartja számon, neve nem maradt fenn.
A Jézus kereszthalálát ábrázoló olajfestmény 1470-1480 között keletkezhetett. A Kálvárián felállított három keresztre feszített alak, középen Jézus, a két szélen a latrok, alatt tucatnyi ember látható, mögöttük kékes-zöldes táj, felettük arany színű égbolt. A kép azt a pillanatot örökíti meg, amikor a római katona megszúrja Krisztust a lándzsájával. Előbbi és a keresztek alatt látható többi alak a kép keletkezésének megfelelő észak-európai öltözetben van. A Jézus sebeiből csöpögő vért apró angyalok fogják fel aranykelyhekkel. A keresztek alatt látható alakok közül a legközelebb egy kék öltözetet és fehér kendőt viselő nő van, ő Szűz Mária, Jézsu anyja. Az egyik lovas vörös lobogót tart a magasba, amelyen a Római Birodalom jele, S.P.Q.R. olvasható.
A festményt 1940 júliusában elkobozták tulajdonosától, André Seligmanntól a Párizst elfoglaló németek. A képet a párizsi német nagykövetségen helyezték el, majd a Jeu de Paume-ba szállították át. Onnan 1940. november 5-én Hermann Göring elvitette. Az amerikai csapatok Berchtesgadenben bukkantak a festményre, amelyet 1946. október 30-án szolgáltattak vissza Franciaországnak. A kép 1999-ig a Louvre gyűjteményének része volt, majd André Seligmann két lányához került vissza. 2001-ben amerikai gyűjtők vásárolták meg a washingtoni szépművészeti múzeum, a National Gallery of Art számára.